# Przetwarzanie danych georadarowych
Przetwarzanie danych georadarowych jest to szereg metod cyfrowego przetwarzania sygnałów stosowanych w celu eliminacji szumu, wzmocnienia sygnału i uporządkowania w przestrzeni zarejestrowanych wydarzeń. W jej wyniku uzyskuje się możliwie czysty i pozbawiony zniekształceń obraz budowy podłoża terenu lub innych obiektów (np. ścian) na podstawie danych georadarowych. Wiele z podanych tu metod jest także stosowanych w przetwarzaniu danych w sejsmice refleksyjnej.
Sensors&Software dzieli przetwarzanie na podstawowe i zaawansowane. Pierwszy rodzaj obejmuje takie operacje jak na przykład: kompilacja i edycja danych (np. wycinanie lub wstawianie poszczególnych pojedynczych skanów, zestawianie profili w format 3D itp.), analizę atrybutów fali, to znaczy pionowych i poziomych zmian prędkości fali, amplitudy i częstotliwości, korekta nasycenia sygnału (ang. signal saturation, "dewow"), korekta utraty amplitudy (ang. gain recovery), filtrowanie częstotliwości (ang. bandpass filtering). Do zaawansowanych można zaliczyć takie operacje jak na przykład: NMO (ang. normal moveout corrections), DMO (ang. „dip move out”), migrację, dekonwolucję (np. ang. spiking deconvolution) oraz inne.

## Przykładowe etapy przetwarzania

### Korekta nasycenia sygnału
Duże natężenie sygnału, które jest związane z falą powietrzną (pierwszym impulsem o pozytywnej fazie fali, który podróżuje z prędkością bliskiej prędkości światła bezpośrednio od anteny nadawczej do odbiorczej), z falą powierzchniową (impulsem o negatywnej fazie fali rejestrowanym jako drugi, który jest przekazywany pomiędzy antenami wzdłuż powierzchni ziemi) i odbicia od płytkich obiektów pod ziemią powodują, że odbiornik GPR staje się nasycony sygnałem i wzbudza fale o niskich częstotliwościach, które maskują docierający sygnał o wysokich częstotliwościach. Korekta jest dokonywana poprzez zastosowanie filtru górnoprzepustowego i usunięcie najniższych częstotliwości.

### Analiza prędkości, zamiana czasu na skalę głębokości i korekta statyczna
Wbrew definicji prędkości w fizyce w geofizyce prędkość fali elektromagnetycznej w danym ośrodku jest traktowana bardziej jako skalar niż wektor, to znaczy jako wartość która opisuje charakter tego ośrodka. Niemniej ponieważ grunt jest często ośrodkiem anizotropowym, może ona mieć różne wartości w różnych kierunkach i punktach.
Prędkość fali w określonym ośrodku może być określona na wiele sposobów: pomiar czasu powrotu fali (TWT) odbitej od określonego horyzontu lub zagrzebanego przedmiotu na znanej głębokości, bezpośrednie badania laboratoryjne prowadzone na próbkach gruntu, pomiar czasu pomiędzy otworami wiertniczymi, badania transiluminacji pomiędzy dwoma równoległymi odsłonięciami, iteracyjna migracja i metoda wspólnego punktu odbicia "CMP" (Neal 2004). Przykładowe prędkości fal radiowych w m/ns to: powietrze 0,30, suchy piasek 0,10-0,20, lód 0,16, skały 0,12-0,13, glina 0,10-0,12, suchy pył 0,09-0,12, nawodniony piasek 0,05-0,08, nawodniony pył 0,05-0,07, torf 0,03-0,06, woda morska 0,01 (Fisher 1992, van Heteren 1998).
Znajomość średniej prędkości pozwala na przekształcenie skali czasu w skalę głębokości. W przeciwieństwie do fal sejsmicznych, prędkość fal elektromagnetycznych generalnie spada wraz z głębokością, a największy spadek prędkości wiąże się przekroczeniem zwierciadła wód gruntowych. Ponieważ fala elektromagnetyczna rozchodzi się z większą prędkością przy powierzchni terenu i zwalnia wraz z głębokością, skala czasu nie jest proporcjonalna do skali głębokości, co powoduje też zniekształcenie obrazu podłoża. Znajomość profilu zmiany prędkości jest także konieczna do dalszych etapów przetwarzania danych a zwłaszcza migracji, NMO, DMO i korekty statycznej.
Korekta statyczna w przypadku danych georadarowych ogranicza się do korekty topograficznej. Polega ona na usunięciu zniekształceń struktury podłoża, które mogą wystąpić, gdy nie uwzględnimy ukształtowania badanego terenu. Współczesne oprogramowanie umożliwia dołączenie danych topograficznych, które dzięki technice GPS mogą być zbierane jednocześnie z danymi geofizycznymi. 

### Filtrowanie częstotliwości i dekonwolucja
Filtrowanie częstotliwości służy usuwaniu szumów i wzmocnieniu sygnału wychwytywaniu niechcianych zasięgów częstotliwości fal. W tym celu stosuje się funkcje, których transformata Fouriera jest ograniczona do określonego zakresu częstotliwości lub długości fali. Zastosowanie nieodpowiednich filtrów może prowadzić do utraty rozdzielczości. Ogólnie filtr dolnoprzepustowy wzmacnia bardziej połogie powierzchnie odbicia, natomiast górnoprzepustowy filtr powoduje, że bardziej stromo nachylone powierzchnie stają się lepiej widoczne.
Dekonwolucja eliminuje wpływ fali i służy odzyskaniu utraconych wysokich częstotliwości, wyeliminowaniu wielokrotnych odbić (echa), wyrównaniu amplitudy i innych zakłóceń. Z tego względu zwiększa ona rozdzielczość i powoduje poprawę uzyskanego obrazu. Tak zwana ślepa dekonwolucja lub dekonwolucja iteracyjna dokonywana jest metodą prób i błędów aż do uzyskania najlepszego możliwego obrazu. Ze względu na znacznie wyższą częstotliwość fal radiowych technika jest mało efektywna w badaniach georadarowych i jest znacznie częściej stosowana w badaniach sejsmicznych (Neal 2004).

### Analiza zmiany amplitudy i odzyskiwanie sygnału
Z powodu geometrycznego rozchodzenia się fal po emisji sygnału dochodzi to utraty amplitudy wraz z głębokością. Ocena zmiany amplitudy w skali czasu umożliwia zastosowanie odpowiedniej funkcji, która zrównoważy tę zmianę. Aby wzmocnić sygnał odbity na większych głębokościach można zastosować funkcje takie, jak na przykład dywergencji sferycznej lub automatyczną kontrolę rejestrowanego sygnału (AGC ang. automatic gain control). AGC wzmacnia sygnał odwrotnie proporcjonalnie do względnej wartości jego amplitudy.

### NMO, DMO (ang. normal move-out / dip move-out) i migracja
Z powodu odległości pomiędzy anteną odbiorczą i nadawczą przy zastosowaniu anten bistatycznych (common-offset) profil radarowy jest zaburzony, zwłaszcza na małych głębokościach. Korekta NMO powoduje umieszczenie poziomych powierzchni odbicia do właściwej głębokości/czasu i redukuje efekt dystansu pomiędzy antenami. DMO natomiast stosuje się w celu wyeliminowania wpływu odległości pomiędzy antenami na nachylone powierzchnie odbicia i jest jedną z metod migracji.
Zarówno proces rejestracji danych jak i filtrowanie częstotliwości może wzmacniać połogie struktury. Migracja usuwa zniekształcenia stromo zapadających powierzchni odbicia, a także efekty dyfrakcji fali na nieciągłościach. Przesuwa wykresy powierzchni odbicia do ich rzeczywistego położenia i tworzy w ten sposób rzeczywisty obraz podłoża. Do prawidłowo przeprowadzonej migracji konieczna jest znajomość prędkości rozchodzenia się fal w badanym ośrodku oraz w przypadku zastosowania anten bistatycznych wcześniejsze dokonanie NMO w celu zamiany profilu common-offset and zero-offset. Istnieje wiele rodzajów migracji, główne to: metoda rachunku różniczkowego, sumowania Kirchoffa, f-k Stolta, f-k przesunięcia fazy, f-x. Technika jest standardowo stosowana w sejsmice refleksyjnej, natomiast w badaniach georadarowych jest wymagana, gdy konieczny jest dokładny, niezaburzony obraz podłoża (np. w badaniach sedymentologicznych).

### Usuwanie tła (ang.background removal)
O ile inne techniki są także stosowane w przetwarzaniu danych sejsmicznych, usuwanie tła jest charakterystyczne dla przetwarzaniu danych georadarowych. Zazwyczaj ma on charakter filtra przepuszczającego górne częstotliwości.

## Kolejność przetwarzania danych georadarowych
Pomimo że wielu autorów podaje polecaną przez nich kolejność, w przypadku bardziej złożonej budowy geologicznej przetwarzanie danych georadarowych jest procesem iteracyjnym i kolejność poszczególnych jej etapów może być dostosowywana do potrzeb. Należy jedna rozumieć ich znaczenie tak, by najlepiej służyły uzyskaniu niezaburzonych i pozbawionych artefaktów danych. Ostatnim krokiem przetwarzania danych GPR powinno być uproszczenie profilu poprzez odrzucenie zbędnych informacji, które utrudniają interpretację.

## Literatura
- Fisher, S.C., Stewart, R.R., Jolt, H.M. Processing Ground Penetrating Radar (GPR) Data, CREWES Research Report Volume 4, 1992
- Fisher, E., McMechan, G.A., Annant, P., Cosways, S. Examples of reverse-time migration of single-channel,ground-penetrating radar profiles, Geophysics 1992
- Practical processing of GPR data, Sensors & Software Inc., 1999